# Senn (Name)
Senn ist ein Familienname, der auf die Berufsbezeichnung Senn für Hirten basiert.

## Namensträger
- Alfred Senn (1899–1978), Schweizer Sprachwissenschaftler
- Andreas Senn (Regisseur) (1965), Schweizer Film- und Fernsehregisseur
- Andreas Senn (Koch) (1980), österreichischer Koch
- Andy Senn (* 1965), Schweizer Architekt
- Bernard Senn (* 1966), Schweizer Fernsehmoderator
- Carl Senn (1896–?), Schweizer Radrennfahrer und Radsportfunktionär
- Daniel Senn (* 1983), Schweizer Fußballspieler
- Dominik Senn (* 1967), Schweizer Skirennfahrer und Unternehmer
- Ernst Senn (1884–1962), südwestdeutscher Arzt und Heimatforscher
- Franz Senn (1831–1884), österreichischer Alpinist
- Franz Michael Senn (1759–1813), österreichischer Politiker und Freiheitskämpfer
- Fritz Senn (* 1928), Schweizer Publizist
- Gabriele Senn (1960–2023), österreichische Galeristin
- Gilles Senn (* 1996), Schweizer Eishockeytorhüter
- Giulia Senn (* 2001), Schweizer Sprinterin
- Gustav Senn (Botaniker) (1875–1945), Schweizer Botaniker
- Gustav Senn (Geigenbauer) (1888–1971), Schweizer Geigenbauer
- Hans Senn (1918–2007), Schweizer Unternehmer und Offizier
- Hans-Jörg Senn (1934–2023), Schweizer Mediziner
- Heinrich Senn (1827–1915), Schweizer Schriftsteller
- Jakob Senn (1824–1879), Schweizer Schriftsteller
- Jakob Senn (Maler) (1790–1881), Schweizer Maler und Lithograph
- Joachim Senn (1810–1847), Schweizer Maler
- Johann II. Senn von Münsingen († 1365), Schweizer Bischof von Basel
- Johann Chrysostomus Senn (1795–1857), österreichischer Lyriker und Freiheitskämpfer
- Johannes Senn (1780–1861), Schweizer Maler, Kupferstecher, Illustrator, Zeichenlehrer und Autor
- Karl Senn (1878–1964), österreichischer Organist und Komponist
- Marcel Senn (1954–2024), Schweizer Rechtshistoriker und Rechtsphilosoph
- Martin Senn (1957–2016), Schweizer Manager
- Max Senn (1883–1933), Schweizer Uhrmacher und Fußballspieler
- Niklaus Senn (1894–1966), Schweizer Bankmanager und Politiker
- Nikolaus Senn (1926–2014), Schweizer Bankmanager
- Otto Heinrich Senn (1902–1993), Schweizer Architekt, siehe Otto und Walter Senn
- Patrick Senn (* 1969), Schweizer Radiomoderator
- Paul Senn (1901–1953), Schweizer Fotograf
- Pietro Senn (1767–1838), französischer Unternehmer
- Rahel Senn (* 1986), Schweizer Pianistin
- Rainer Senn (1932–2016), Schweizer Architekt
- Reinhold Senn (1936–2023), österreichischer Rennrodler
- Ricardo Senn (1931–2012), argentinischer Radrennfahrer
- Richard Senn (1908–1985), Schweizer Fabrikant
- Sandra Senn (* 1973), Schweizer Künstlerin
- Sören Senn (* 1969), Schweizer Filmregisseur und Autor
- Traugott Senn (1877–1955), Schweizer Maler
- Walter Senn (Musikwissenschaftler) (1904–1981), österreichischer Musikwissenschaftler
- Walter Senn (1906–1983), Schweizer Architekt und Möbeldesigner, siehe Otto und Walter Senn
- Werner Senn (* 1958), österreichischer Jurist, Hubschrauberpilot, Ministerialrat und Sportler
- Wilhelm Senn (Schriftsteller) (1845–1895), Schweizer Lehrer und Schriftsteller
- Wilhelm Senn (Geistlicher) (1878–1940), deutscher katholischer Pfarrer und NS-Propagandist
- Wilhelm Senn (Fotograf) (1900–1951), deutscher Landwirt und Heimatfotograf